# Medumba
 (juillet 2016).
Si vous disposez d'ouvrages ou d'articles de référence ou si vous connaissez des sites web de qualité traitant du thème abordé ici, merci de compléter l'article en donnant les références utiles à sa vérifiabilité et en les liant à la section « Notes et références ».
Le medumba (mə̀dʉ̂mbɑ̀ en medumba), appelé le plus souvent à tort bangangté, est une langue bamiléké parlée au Cameroun surtout dans le département du Ndé, avec pour principales implantations Bangangté, Bakong, Bangoulap, Bahouoc, Bagnoun et Tonga, et dans la région du Nord-Ouest avec les Bahouoc de Bali. Le batongtou est un de ses dialectes.

## Écriture
L'alphabet medumba comprend 33 lettres, dont 23 consonnes et 10 voyelles ; et aussi 5 tons, dont 3 ponctuels et 2 mélodiques.

### Alphabet

Forme de l’alpha latin ‹ Ɑ, ɑ › utilisé en medumba

| Majuscules | A | Ɑ | B | C | D | Ə | E | Ɛ | F | G | Gh | H | I | J | K | L | M | N | Ŋ | O | Ɔ | S | Sh | T | Ts | U | Ʉ | V | W | Ny | Y | Z | ʼ |
| Minuscules | a | ɑ | b | c | d | ə | e | ɛ | f | g | gh | h | i | j | k | l | m | n | ŋ | o | ɔ | s | sh | t | ts | u | ʉ | v | w | ny | y | z | ʼ |

### Tons
En medumba, les signes placés au-dessus de certains lettres sont des accents indiquant les tons. On définit le ton comme la hauteur relative de la voix lorsqu'on prononce une syllabe. Il en existe cinq : trois tons ponctuels et deux tons mélodiques.
Sur le  plan lexical : le ton permet de distinguer des mots. En effet, certains mots s'écrivent exactement de la même manière, mais à cause de leurs tons, ils peuvent être très différents les uns des autres, sans aucun rapport.
Exemple :
- fí (humide) — avec un ton haut
- fì (tombeau)  — avec un ton bas
- fǐ (effeuillé) — avec un ton montant

Ces trois mots s'écrivent fi, mais quand on ajoute le ton il n'y a aucun rapport entre les significations de ces mots.
Sur le plan grammatical : le ton marque une grande pertinence, parce qu'il peut avoir plusieurs motifs. Il peut marquer l'appartenance, par exemple : kâ mɛn (l'assiette de l'enfant), alors qu'habituellement ká (assiette) s'écrit avec un ton haut. Il peut également marquer le temps d'un verbe.
Exemple :
- ō ghʉ nkαb (si tu as de l'argent)
- ό ghʉ nkαb (tu as de l'argent)

Les différents tons
On distingue trois tons ponctuels :
- Le ton haut (´)  
  - Exemples 
    - ká (assiette)
    - fá (le tout)
    - bí (le couteau)

- Le ton bas (`)   
  - Exemples :
    - fà (accident)
    - bàʼ (la maison)
    - mfìʼ (exemple)

- Le ton moyen (-) 
  - Exemples :
    - mbā (la noix)
    - fū (le remède)

et deux tons mélodiques :
- Le ton montant (˘)
  - Exemples :
    - sǎ    - verse
    - bǐ    - pourri
    - bǎ    - mûrir

- Le ton descendant (^)
  - Exemple :
    - mbâ   -  la marmite de ...

Dans la pratique, trois tons seulement sur les cinq sont notés. Les tons haut et moyen ne sont pas notés à cause d'une règle orthographique qui l'autorise. En effet, il est recommandé à toutes les langues camerounaises de ne pas noter le ton le plus fréquent de la langue pour ne pas encombrer l'écriture.